# Nephargynnis leeuwi
Nephargynnis leeuwi är en fjärilsart som beskrevs av Ronald R. Gatrelle. Nephargynnis leeuwi ingår i släktet Nephargynnis och familjen praktfjärilar. Inga underarter finns listade i Catalogue of Life.